# فاديم بروفتسف
فاديم بروفتسف (بالروسية: Бровцев, Вадим Владимирович)‏ (و. 1969 – م) هو سياسي من روسيا ولد في أوزايورسك، تشيليابينسك أوبلاست.